# محمد مهران رشوان
محمد مهران رشوان باحث أكاديمي مصري

## عنه
من مواليد قرية الصلعا بمحافظة سوهاج، وقد ولد في السادس والعشرين من شهر مارس سنة 1939م، ونشأ كعادة أبناء القرى على حفظ القرآن وقد تفوق في ذلك فحفظه كاملاً في سن عشر سنوات في كُتاب الشيخ عبد الغفار وفي نفس الوقت بدأ طريق التعليم فدخل المدرسة الإلزامية بمدرسة الصلعا الابتدائية.
انتقل بعد ذلك إلى مدينة سوهاج حيث واصل تعلميه ليحصل على الشهادة الابتدائية من المدرسة الإعدادية الجديدة بسوهاج حسب النظام التعليمي الذي كان معمولاً به آنذاك. قد حصل على هذه الشهادة عام 1952م.ثم التحق بعد ذلك بنفس المدينة بالمدرسة الإعدادية القديمة ليحصل منها على الشهادة الإعدادية وذلك عام 1954م. واصل تعليمه الثانوي بمدينة سوهاج أيضاً فالتحق بمدرسة سوهاج الثانوية ليحصل على شهادة إتمام الدراسة الثانوية عام 1958م. وفي نفس العام انتقل إلى جامعة القاهرة واختار دراسة الفلسفة ليحصل على ليسانس الفلسفة متفوقاً على كل أقرانه عام 1962م بتقدير عام جيد جداً مع مرتبة الشرف.
قبل أن يعين معيداً بنفس الكلية والجامعة حصل على دبلوم عام في التربية من كلية التربية جامعة عين شمس عام 1963م. واصل بعد ذلك دراساته العليا في كلية الآداب جامعة القاهرة بعد أن عين بها معيداً ليحصل على درجة الماجستير في الدراسات المنطقية وكان موضوع البحث «فكرة الضرورة المنطقية» تحت إشراف أ.د/ زكي نجيب محمود ثم أ.د/ توفيق الطويل عام 1968م بتقدير عام ممتاز. عين مدرساً مساعداً وبدأ رحلة البحث في الدكتوراه بين جامعة القاهرة وجامعتي السربون بباريس ولندن بإنجلترا حتى حصل عليها من جامعة القاهرة تحت إشراف أ.د/ يحى هويدي في موضوع «منهج التحليل عند برتراند رسل» عام 1974م بمرتبة الشرف الأولى.
تدرج د. مهران بعد ذلك في الوظائف الجامعية فعين مدرساً بالكلية والقسم عام 1974م ثم رقي إلى درجة أستاذ مساعد عام 1980م، وحصل على درجة الأستاذية عام 1986. سافر في ثنايا عمله بالجامعة إلى جامعة الإمارات العربية ليرأس قسم الفلسفة هناك بين عامي 1989م، 1993م ثم عاد إلى جامعة القاهرة ليرأس قسم الفلسفة بكليته الأصلية بين عامي 1994-1996م وليشرف في نفس الوقت على النشاط الطلابي بالكلية كرائد لاتحاد طلابها في نفس المدة السابقة وقد شغل بعد ذلك وظيفة وكيل الكلية لشئون التعليم والطلاب لمدة ثلاث سنوات بين عامي 1996-1999م. ثم بعد أن تنتهي فترة عمله الرسمية بعد بلوغ سن الستين يصدر قراراً بأن يتولى الإشراف على كلية الآداب بجامعة القاهرة فرع بني سويف. شغل منصب عميد هذه الكلية منذ عام 2000 حتي 2005. 

## مناصب
الدكتور / محمد مهران عضو في كثير من اللجان العلمية والأكاديمية فهو عضو الأمانة الفنية لأكاديمية البحث العلمي، وخبير بمجمع اللغة العربية وعضو اللجان العلمية لترقية الأساتذة والأساتذة المساعدين بالمجلس الأعلى للجامعات، وكذلك عضو لجنة قطاع الآداب بالمجلس. وكذلك يشغل عضوية لجنة الفلسفة بالمجلس الأعلى للثقافة والجمعية الفلسفية المصرية، والجمعية الفلسفية العربية. أشرف الدكتور مهران على حوالي أربعين رسالة ماجستير ودكتوراه في الجامعات المصرية المختلفة كما شارك في منح هذه الدرجات العلمية لأكثر من ستين باحثاً مصرياً وعربياً.

## زياراته الجامعية
زار العديد من الجامعات العربية والأجنبية فقد أعير إلى جامعة الإمارات وذهب إليها أستاذاً زائراً فقضى هناك أحد عشرة عاماً كاملة. وزار جامعة آل البيت بالمملكة الأردنية وكذلك زار جامعة كاليفورنيا في لوس أنجلوس بالولايات المتحدة الأمريكية وإسبانيا. لا يزال عطاؤه في كل هذه المجالات مستمراً ليظل منبراً ينير درب البحث الفلسفي والمنطقي في العالمين العربي والإسلام. شارك في العديد من الندوات الفلسفية في مصر وتونس والمغرب والأردن وإسبانيا وغيرها. 

## مؤلفاته
له العديد من الكتب الهامة في الفلسفة حتى قيل بحق أن من لم يقرأ الكتب المهرانية لم يقرأ في الفلسفة والمنطق ومن أهم كتبه:
- «مدخل إلى المنطق الصوري» 1975
- «مدخل إلى المنطق الرمزي» 1976*
- «فلسفة برتراند رسل» 1976
- «في فلسفة الرياضيات»1977
- علم المنطق 1979
- مدخل لدراسة الفلسفة المعاصرة 1985
- في فلسفة العلوم ومناهج البحث 1985
- "ترجمة كتاب ريشر " تطور المنطق العربي " 1985
- مباديء التفكير المنطقي 1995""
- دراسات في المنطق عند العرب " والذي يشمل ستة أبحاث غاية في الأهمية هي:

1. «أدلة نقليه في حجج عقلية - رؤية لدلالة الأحاديث النبوية في كتاب التقريب لأبن حزم»
2. قدم قراءة منطقية حديثة لكتاب «القسطاس المستقيم للغزالي»
3. «ابن رشد: هل كان مجرد شارح للمنطق الأرسطي؟»
4. «مناطقة الأندلس ودورهم في تطور المنطق العربي»
5. " ثقافة ابن الأزرق المنطقية في كتابه "روضة الأعلام"
6. «الروح العلمية في القرآن الكريم» وفلسفة الأخلاق في الفكر الغربي والوضع الحالي للدراسات المنطقية في مصر
7. " اللغة العادية عند مدرسة أكسفورد، والتحليل العلاجى عند مدرسة كيمبردج.

## الشعر
للمنطقي محمد مهران مقبول ديوانين شعريين يثبتان أنه جمع المتناقضات لتصبح مزيجاً في روحه وكيانه ووجدانه فمن المنطق العقلاني الجاف إلى الشعر الروحاني الوطني الاجتماعي ومنهما ديوانه «حوار مع بوش» الذي يستشرف فيه الماضي والحاضر وكأنه يستشرف المستقبل بجانب قصائد اجتماعية غاية في الرقة والواقعية والعذوبة مثل قصيدة الطائرة الشهيدة والطفل محمد الدرة وحكاية شاب عايز يتجوز وغيرها من القصائد